# استافنیا هارالابیدیس
استافنیا هارالابیدیس (یونانی: Στεφανία Χαραλαμπίδη؛ زادهٔ ۱۹ مهٔ ۱۹۹۵) بازیکن واترپلو زن یونانی‌تبار اهل ایالات متحده آمریکا است.
وی در مسابقات کشوری و بین‌المللی در مجموع برندهٔ ۷ مدال طلا، ۱ مدال برنز شده‌است.